# Карло Ості
Карло Ості (італ. Carlo Osti, нар. 20 січня 1958, Вітторіо-Венето, Італія) — італійський футболіст, що грав на позиції захисника. По завершенні ігрової кар'єри — спортивний функціонер.
Виступав за олімпійську збірну Італії.
Дворазовий чемпіон Італії. Володар Кубка Мітропи.

## Клубна кар'єра
У дорослому футболі дебютував 1973 року виступами за команду клубу «Конельяно», в якій провів три сезони, взявши участь у 54 матчах чемпіонату.
Згодом з 1976 по 1980 рік грав у складі команд клубів «Удінезе» та «Аталанта». Протягом цих років виборов титул володаря Кубка Мітропи.
Своєю грою за останню команду привернув увагу представників тренерського штабу клубу «Ювентус», до складу якого приєднався 1980 року. Відіграв за «стару сеньйору» наступні два сезони своєї ігрової кар'єри. За цей час додав до переліку своїх трофеїв два титули чемпіона Італії.
Протягом 1982—1984 років захищав кольори команди клубу «Авелліно». 1984 року повернувся до клубу «Аталанта». Цього разу провів у складі його команди чотири сезони.
Протягом 1988—1990 років захищав кольори команди клубу «П'яченца». Завершив професійну ігрову кар'єру у клубі «Вірешіт Бергамо», за команду якого виступав протягом 1990—1991 років.

## Виступи за збірні
Протягом 1979—1980 років залучався до складу молодіжної збірної Італії. На молодіжному рівні зіграв у шести офіційних матчах.
З 1979 по 1980 рік захищав кольори олімпійської збірної Італії. У складі цієї команди провів шість матчів.

## Досягнення
- Чемпіон Італії:

«Ювентус»: 1980–1981, 1981–1982
- Володар Кубка Мітропи:

«Удінезе»: 1979–1980